# مدير الدقيقة الواحدة
مدير الدقيقة الواحدة هو كتاب لكين بلانشارد و سنبسر جونسون. تبعا لموقع بلانشارد الإلكتروني، تم بيع أكثر من 13 مليون نسخة و تمت ترجمة الكتاب لسبعة و ثلاثين لغة.
المجلد المختصر يروي قصة، بسرد ثلاث تقنيات لمدير فعال:أهداف دقيقة واحدة، أمداح دقيقة واحدة و توبيخات دقيقة واحدة. كل من هذه يأخذ فقط دقيقة لكن المزعوم أن الفائدة تدوم.

## تكملات
تم إلحاق الكتاب بسلسلة من التكملات، منها القيادة و مدير الدقيقة الواحدة، من طرف كين بلانشارد، باتريشيا زيغارمي و دري زيغارمي، التي وضعت مفهوم بلانشارد الثاني للقيادة الموقعية.